# Charles Gordon (produtor)
Charles Gordon (Mississippi, 13 de Maio de 1947 — Los Angeles, 31 de outubro de 2020) foi um produtor cinematográfico estadunidense. O seu irmão Lawrence Gordon, também é um produtor de filmes.

## Carreira
Em 1988, Charles e o Lawrence lançaram o filme do seu grande sucesso Die Hard (1988).
Em 1989, ao lado do irmão, produziu Field of Dreams, filme que recebeu uma indicação ao Oscar de melhor filme no ano seguinte. O seu grande sucesso foi Point Break (1991).
Gordon morreu em 31 de outubro de 2020, aos 73 anos, em Los Angeles, devido a complicações de um câncer. Sua morte foi relatada no dia seguinte.